# Hungi
Hungi (nep. हुंङ्गी) – gaun wikas samiti w zachodniej części Nepalu w strefie Lumbini w dystrykcie Palpa. Według nepalskiego spisu powszechnego z 2001 roku liczył on 931 gospodarstw domowych i 4826 mieszkańców (2644 kobiet i 2182 mężczyzn).